# Sphaigne
Sphagnum
Genre
Sphagnum (la Sphaigne) est un genre de mousses de la famille des Sphagnaceae.

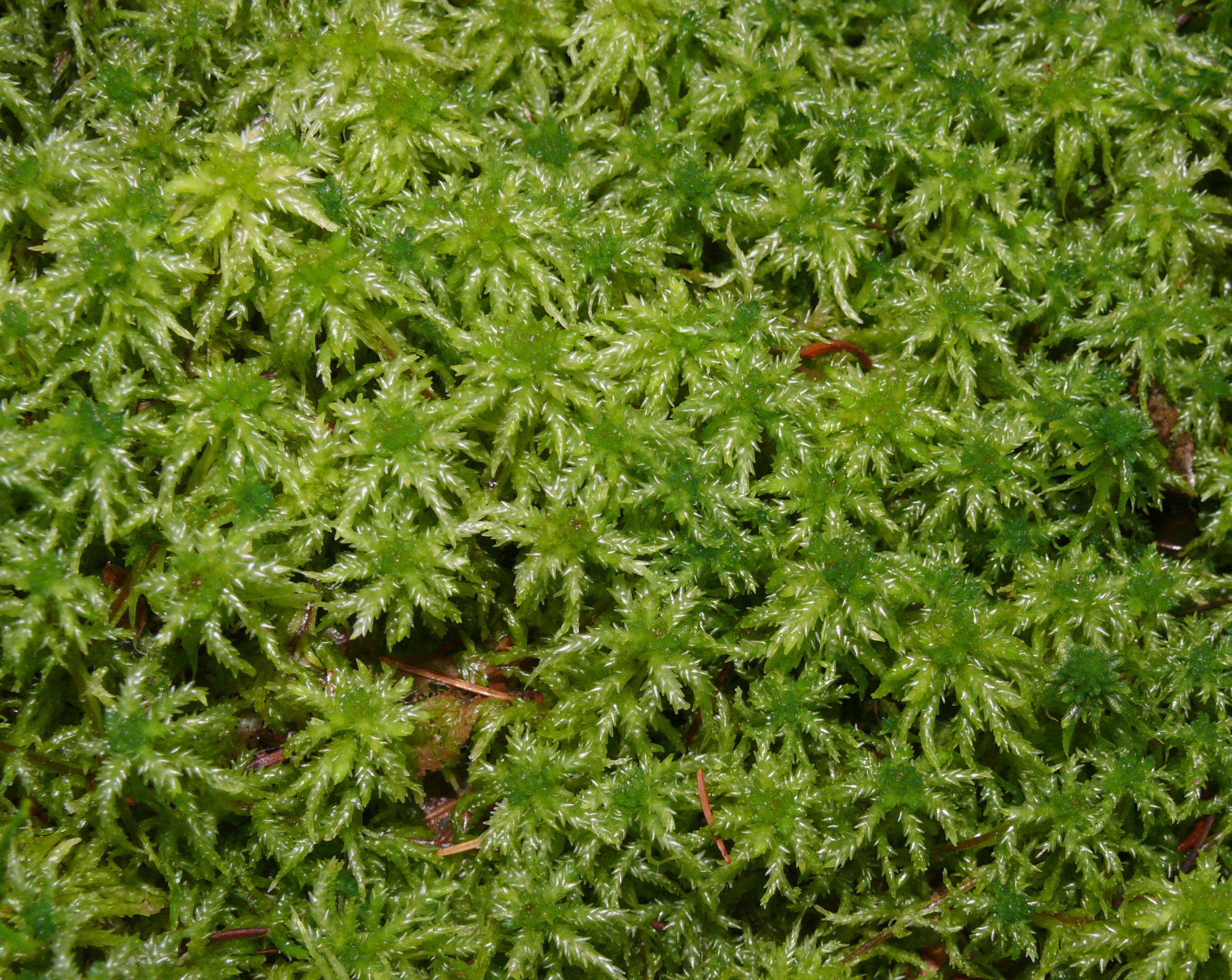
Sphagnum magellanicum.

Le genre Sphagnum regroupe de 1 510 à 3 500 espèces dans le monde, qui forment des tourbières couvrant environ 3 % des terres émergées (habitats humides situés en zone circum-polaire pour la plupart et "tourbières à sphaignes" dispersées en montagne ou sur des substrats lessivés et acidifiés ailleurs).
Les Sphagnaceae et les Ambuchananiaceae sont considérées comme les deux seules familles de l'ordre des Sphagnales par certains auteurs. Pour d'autres, les Sphagnaceae sont l'unique famille de l'ordre, les Ambuchananiaceae étant placées dans l'ordre des Ambuchananiales.
Certaines espèces de sphaignes tolèrent largement les inondations, de fortes variations de la température (à condition de rester gorgées d'eau) et de pH. Plusieurs espèces de sphaignes sont généralement trouvées dans une même tourbière. Dans de bonnes conditions, au cours de siècles ou millénaires, la tourbe peut se former sans interruption et s'accumuler sur plusieurs mètres d'épaisseur, voire exceptionnellement dizaines de mètres en zone tropicale.
Plusieurs espèces de tourbières et notamment certaines espèces de sphaignes ont la propriété de capter et stocker des cations tels que le calcium et le magnésium, en libérant des ions d'hydrogène, contribuant ainsi à acidifier le milieu, ce qui empêche d'autres espèces de s'y installer.

## Services écosystémiques
Les sphaignes jouent un rôle important dans la nature, et pour l'économie humaine car :
- les tourbières sont d'importants puits de carbone[4] ;
- les accumulations de sphaignes (leur croissance, de sept à huit mm/an, participe à la formation de la tourbière qui accumule 0,2 à 1 mm de tourbe par an, certaines tourbières faisant jusqu'à dix m d’épaisseur) peuvent stocker de grandes quantités d'eau[5],[6] (y compris sur pente dans les parties mortes des plantes qui continuent à stocker de l'eau à raison de 16 à 26 fois leurs poids sec selon l'espèce[7])
- elles jouent ainsi un rôle de zone tampon (inertie hydrique) diminuant à la fois le risque d'inondation en aval et de sécheresse estivale.
- Leur évaporation et évapotranspiration rafraîchissent également fortement l'air (durant les canicules notamment)
- Ces accumulations humides de tourbe fournissent aussi un habitat irremplaçable à un large éventail de plantes de zones tourbeuses et para-tourbeuses (laiches, éricacées, orchidées et plantes carnivores[8]).
- La tourbe de sphaigne ne se désintègre que difficilement en raison de son acidité et des composés phénoliques incorporés dans les parois cellulaires de la mousse, qui empêchent le développement des populations de champignons et bactéries décomposant la matière organique. Sous les tourbières, des conditions anaérobies et acides peuvent se développer, freinant aussi la biodégradation de la matière végétale.
- Avant la découverte du charbon et autres carburants fossiles, les tourbières ont fourni un matériau combustible et isolant utilisé par de nombreuses populations.

## Description

### Gamétophyte

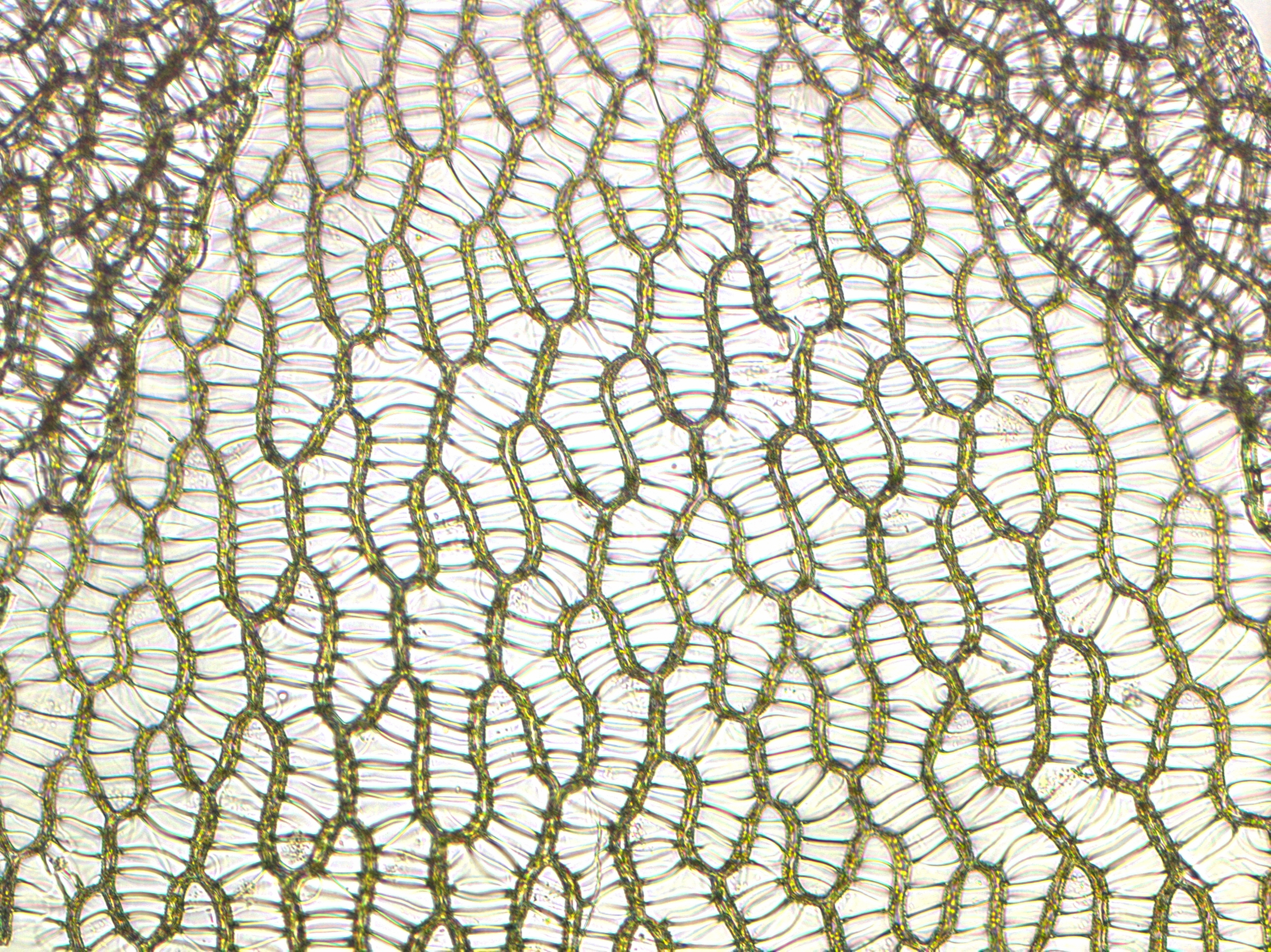
Cellules chlorophylliennes, étroites et foncées, formant un «filet» au travers des mailles duquel se trouvent les cellules hyalines, larges et pâles.

Chez Sphagnum, comme chez les autres bryophytes, le gamétophyte est le stade dominant. Au contraire du sporophyte (décrit plus bas), le gamétophyte est persistant.
Les éléments individuels qui forment la tourbière à sphaigne se composent chacun d'une tige principale, portant des feuilles caulinaires et des rameaux étroitement disposés en faisceaux, qui portent à leur tour des feuilles raméales. Ces deux types de feuilles n'ont pas la même forme et servent largement à l'identification des espèces de sphaignes.
Chaque "brin" de mousse présente deux types de cellules ; en hauteur se trouvent les cellules, vivantes, petites, vertes (cellules chlorophylliennes ou chlorocystes) alors qu'à sa base, la tige conserve des cellules grandes, claires qui sont mortes mais sont encore structurelles (cellules hyalines, appelées hydrocystes ou hyalocystes) stockant de l'eau et quelques minéraux dans les vides de contenu cellulaire grâce à une paroi qui reste étanche durant des années, souvent renforcée par des anneaux cellulosiques, appelés « fibrilles », qui évitent leur déformation par l'eau.
Le sommet de la plante (dit apex ou capitule ou capitulum) est formé du bourgeon apical, par lequel la sphaigne croît indéfiniment. Juste sous l'apex se présente un amas plus compact de jeunes branches. 
Les capitula plus ou moins collés les uns aux autres forment la partie visible du tapis de mousse. Ils sont portés sur une tige feuillée. À la base, la tige meurt, laissant de 10 à 40 cm de portion vivante prenant assise sur la tourbe, issue de la décomposition partielle du matériel végétal accumulé (les sphaignes sont des végétaux « invasculaires » ; leur tige ne présente aucun vaisseau).

### Sporophyte

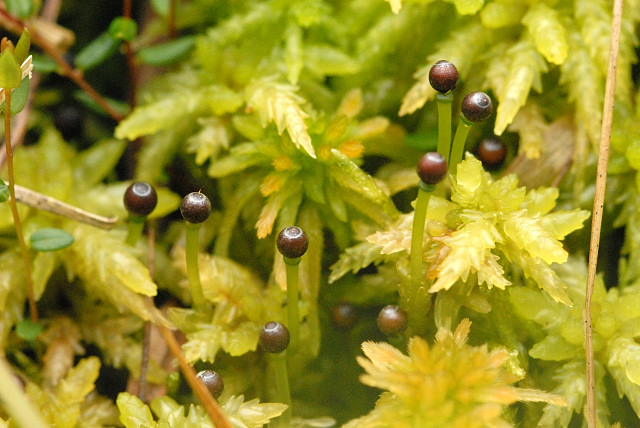
Sporophytes de Sphagnum sp. portés sur des pseudopodes.

Le sporophyte est une petite capsule rouge à brun-noir portée sur un pseudopode d'origine gamétophytique. La capsule est obturée par un opercule déhiscent. Quand la capsule arrive à maturité, elle se déshydrate et, de sphérique, elle devient cylindrique. La pression interne de l'air peut monter jusqu'à 5 bars[réf. souhaitée]. La capsule expulse alors, avec une vitesse d'éjection comprise entre 10 et 30 m/s, 20 000 à 250 000 spores qui parviennent à atteindre plus de 10 centimètres au-dessus du sol car elles s'organisent en un anneau tourbillonnaire. Cet anneau est déjà connu dans le déplacement des méduses et des calmars, mais c'est la première fois qu'on le découvre chez des végétaux.

## Écologie
Les sphaignes forment des tapis plus ou moins denses, et constituent des milieux auto-entretenus presque toujours gorgés d'eau (dits « tourbières à sphaignes »).
Elles n'ont pas de tissu conducteur ni de soutien (tels que xylème et phloème) ; leur port dressé est donc dû à la turgescence et au support découlant de leur densité.
Ces bryophytes, malgré une taille individuellement modeste, sont à l'origine de la formation de millions d'hectares-type de tourbières par lente accumulation de leur matière organique. Les sphaignes ont une croissance indéterminée par leur extrémité apicale alors qu'elles meurent par leur base. Lorsque la production de biomasse végétale est supérieure à sa décomposition à la base, il y a accumulation de la matière organique. Les parties mortes, à la base des coussins, constituent la tourbe. Elles peuvent ainsi considérablement modifier les paysages et la biodiversité locale en allongeant le cycle de l'eau, en changeant le micro-climat, voire le climat régional dans le cas des très grandes tourbières et en sélectionnant la flore et la faune selon un gradient calcicole – calcifuge.
Dans de bonnes conditions, les sphaignes s'allongent rapidement (environ 3 cm par an[réf. souhaitée]).
La structure cellulaire de la Sphaigne permet une très forte rétention d’eau : un tapis de sphaigne qui pèserait 10 kg à l’état sec peut retenir jusqu’à 720 à 770 litres d’eau.
Les sphaignes possèdent une grande capacité d'échange cationique, c'est-à-dire qu'elles sont efficaces pour absorber les sels minéraux présents dans le milieu (Ca+, Mg+, K+, Na+) par des échanges avec des protons H+. Ce phénomène leur permet l'absorption efficace des éléments nutritifs,.
En sécrétant des protons, les sphaignes abaissent le pH et contribuent à l'acidité des tourbières.

## État des populations, pressions, menaces
Dans la plupart des pays, les tourbières à sphaignes sont en régression, et de manière générale, dans les pays industriels ou très cultivés, le nombre d'espèces de bryophytes (mousses) diminue.
Plusieurs menaces concernent les tourbières et leurs espèces :
- Comme toutes les plantes de tourbières et d'autres zones humides, les sphaignes sont vulnérables au drainage, et localement à une hausse de la température (changement de climat ou incendies). Une tourbière asséchée se minéralise et peut brûler.
- Les sphaignes s'installent souvent sur des milieux devenus oligotrophes par lessivage des nutriments superficiels. Elles sont sensibles aux apports de certains nutriments (amendements calciques notamment) et sont - fréquemment dans les pays industriels et cultivés - confrontés à l'eutrophisation générale des milieux due à l'azote issu des engrais notamment)[17],[18]. Cet azote peut être apporté par le ruissellement à partir des cultures voisines ou du bassin versant, ou provenir de la pluie polluée par de l'azote aéroporté[19]. L'azote est un nutriment indispensable pour les plantes, mais écotoxique au-delà d'une certaine quantité, y compris au niveau cellulaire[20].

De nombreuses études ont mis en évidence les dégâts faits par les dépôts d'azote aéroporté sur des plantes supérieures cultivées, mais aussi sur les lichens, les mousses et certaines algues vertes, (plutôt dans ces trois cas à proximité de lieux d'émissions), mais avec des effets dont les causes et explications peuvent être brouillées par des synergies avec d'autres polluants (dioxyde de soufre et ozone notamment).
Des opérations de restauration écologique et de gestion restauratoire de tourbières à sphaignes sont tentées, avec des succès et des échecs, dans de nombreuses tourbières en raison des services qu'elles rendent pour l'eau et de la biodiversité qu'elles abritent.

## Autres utilisations
Les sphaignes sont parfois utilisées en lieu et place de la tourbe blonde pour fabriquer l'hypertufa.
La sphaigne est aussi utilisée pour la réalisation de structures végétales, toitures ou murs végétaux ainsi que pour la culture de plantes carnivores. Des entreprises spécialisées utilisent plus particulièrement la sphaigne du Chili, extraite sur l'île de Chiloé et possédant des propriétés intéressantes pour la culture des plantes à la verticale.
Chez les Aïnous, la sphaigne est utilisée comme soin contre la variole.